# Цвітковський Самсон Васильович
Цвітко́вський Самсо́н Васи́льович (сер. XVIII століття, Хорол — † після 1815) — український освітній діяч в Білорусі, професор, директор Могильовських народних училищ и гімназії.

## Біографія
Народився у сім'ї козака Василя Цвітковського.
Навчався у Києво-Могилянській академії.
Після 27 травня 1780 ще студентом класу богослов'я викликаний єпископом Мстиславським, Оршанським і Могильовським Г. Кониським до Могильова для викладання у створеній ним семінарії. З початку 1781 впродовж восьми років викладав поетику, риторику, філософію та богослов'я.
З 1785 — префект Могильовської духовної семінарії. В усій своїй діяльності, як писав про нього Г. Кониський, був «довольно достаточным, так отправляя должность свою с отличным раченіем и учеников своих успехом, вел себя честно и добропорядочно». У деякі роки через брак вчителів вів по 2—3 класи.
1789 Цвітковський — директор Могильовських народних училищ, але з 1791 на прохання Г. Кониського знову викладав у Могильовській семінарії філософію та богослов'я, не залишаючи посади директора народних училищ, а з 1793 — знову префект. На цій посаді 1793 склав інструкцію під назвою «Метод для всѢх классов семинаріи», яка набрала чинності 1795. Розписав «Примерное положеніе на годовое содержаніе семинаріи» (1795).
31 січня 1798 виголосив у Могильові привітальну промову новому єпископу Білорусько-Могильовському Анастасію Братановському, а в лютому 1798 подав прохання про звільнення з посади префекта і профекта семінарії через необхідність постійно перебувати у Вітебську. 1 березня 1798 звільнився.
З 1808 до 1815 року працював директором гімназії в Могильові.
Був одружений з дочкою рідного брата Г. Кониського, Павла Йосиповича Кониського, Уляною Павлівною Кониською. Мав «многочисленное семейство». Одна з його дочок, Олександра, була одружена з ад'ютантом гарнізонного батальйону Павлом Орловським.